# Rue Jean-Carriès (Paris)
Pour les articles homonymes, voir Rue Jean-Carriès.
La rue Jean-Carriès est une rue du 7e arrondissement de Paris.

## Situation et accès
La rue Jean-Carriès est une voie publique située dans le 7e arrondissement de Paris. Elle débute allée Thomy-Thierry et se termine 61, avenue de Suffren.
Le quartier est desservi par les lignes 6, 8 et 10 à la station La Motte-Picquet - Grenelle.

## Origine du nom

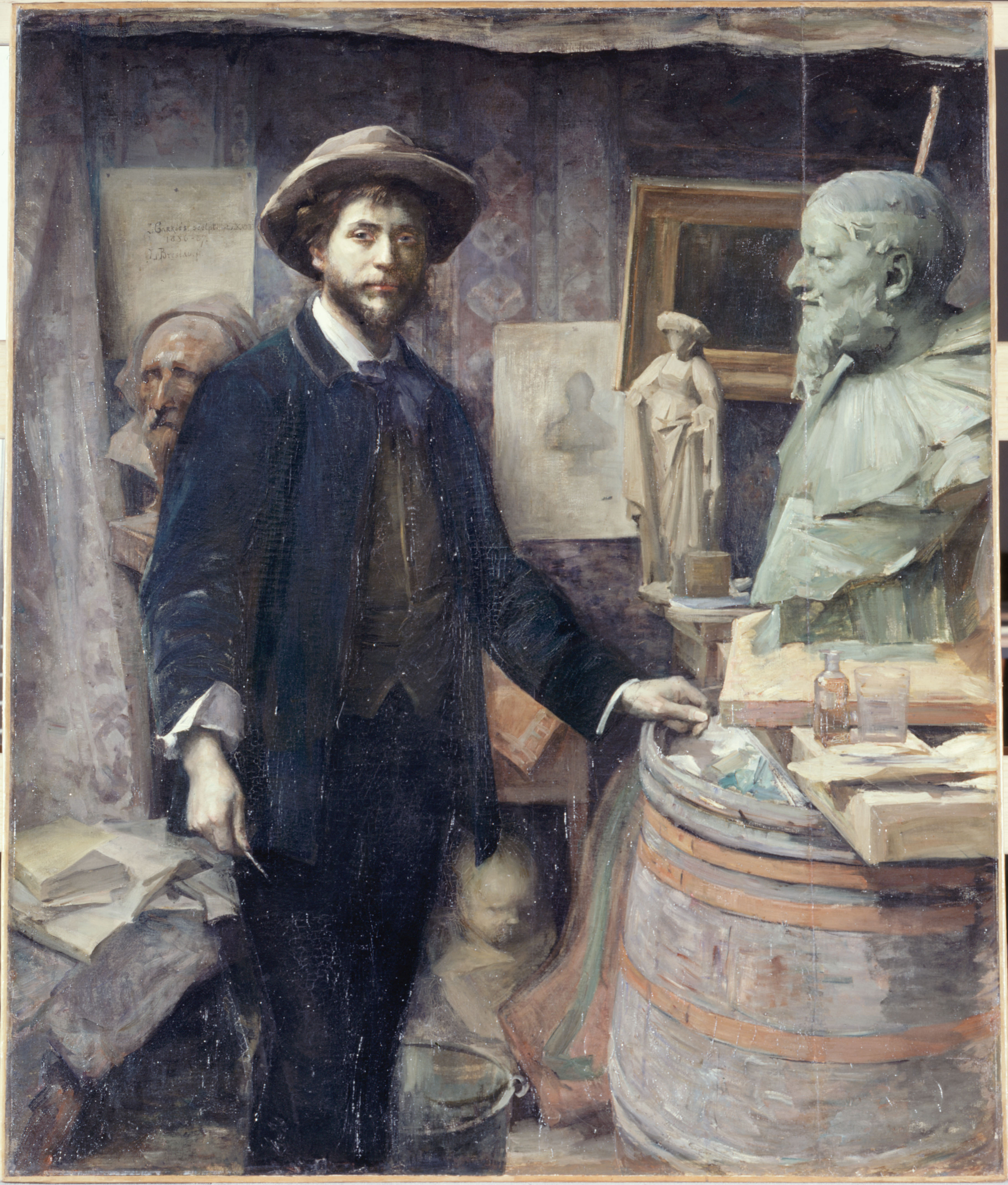
Portrait de Carriès dans son atelier (1885-1886), par Louise Catherine Breslau.

Cette rue a été baptisée, dès 1907, du nom du sculpteur Jean-Joseph Carriès (Lyon, 1855- Paris, 1894).

## Historique
La rue a été ouverte sur un terrain qui faisait partie du Champ-de-Mars jusqu'au début du XXe siècle. La démolition de la galerie des Machines, en bordure de laquelle se trouve le tracé de la rue, en 1909, a été l'occasion de lotir et de bâtir les deux ailes de l'esplanade, qui appartenaient jusqu'alors à la zone non ædificandi. Des immeubles bourgeois en pierre de taille ont été construits, principalement après la Première Guerre mondiale.

## Bâtiments remarquables et lieux de mémoire
- Angle avenue Émile-Acollas : immeuble de 1929 construit par l’architecte Michel Bridet, signé en façade côté avenue.